# Carcelia corvinoides
Carcelia corvinoides là một loài ruồi trong họ Tachinidae.